# Andy Renaud
Pour les articles homonymes, voir Renaud (homonymie).
Andrew L. J. Renaud (né le 27 décembre 1946) est un homme politique provincial canadien de la Saskatchewan. Il représente les circonscriptions de Kelsey-Tisdale et de Carrot River Valley à titre de député du Nouveau Parti démocratique de la Saskatchewan de 1991 à 1999.

## Biographie
Né à Prince Albert en Saskatchewan, il siège à l'Assemblée législative de la Saskatchewan de son élection en 1991. Réélu en 1995, il est défait lors de sa tentative de réélection en 1999.